# Royal Flash - L'eroico fifone
Royal Flash - L'eroico fifone (Royal Flash) è un film del 1975 tratto dal romanzo Flashman di George MacDonald Fraser.

## Trama
Harry Fiashman tiene un discorso patriottico per i ragazzi della Rugby School. Viene poi costretto da Otto von Bismarck a rappresentare un principe danese che sta per sposare una principessa tedesca. Bismark esige questa punizione in parte per vendicarsi di una umiliazione subita da Flashman a Londra. Bismark non vuole che la principessa sposi un danese dal momento che ciò potrebbe influire sulla questione della contesa dello Schleswig-Holstein e interferire con i suoi piani per una Germania unita.